# إيستبورن بوروه
نادي إيستبورن بوروه لكرة القدم (بالإنجليزية: Eastbourne Borough Football Club) نادي كرة قدم إنجليزي يلعب في دوري الدرجة السادسة . تم تأسيس النادي في سنة 1964 .